# Аттическая система счисления
Атти́ческая систе́ма счисле́ния — непозиционная система счисления, применявшаяся в Древней Греции до III века до н. э. Она употребляет в качестве цифр греческие буквы, причём цифрами служили первые буквы слов, которые обозначали соответствующие числа. После III века до н. э. аттическая система счисления была вытеснена ионийской.
| знак | значение | название        |
| ---- | -------- | --------------- |
| Ι    | 1        | ἴος, иос        |
| Π    | 5        | πέντε, пенте    |
| Δ    | 10       | δέκα, дека      |
| Η    | 100      | ἑκατόν, хекатон |
| Χ    | 1 000    | χίλιοι, хилиой  |
| Μ    | 10 000   | μύριοι, мюриой  |

Употреблялись также дополнительные цифры для обозначения чисел 50, 500, 5 000 и 50 000, которые представляли собой сочетание цифры 5 с цифрами 10, 100, 1 000, 10 000:
При записи чисел сначала записывали большие числа, потом — меньшие, например,
Принцип записи чисел в аттической системе счисления имеет значительное сходство с римской системой. Это может быть связано с влиянием восточносредиземноморских культур на этрусков, у которых римляне позаимствовали систему счисления.

## Программы
- Титло — программа для перевода греческих аттических и ионических чисел